# Parafia św. Jacka w Będziemyślu
Parafia św. Jacka w Będziemyślu – parafia rzymskokatolicka znajdująca się w diecezji rzeszowskiej w dekanacie Rzeszów Zachód. Erygowana 27 lipca 1927 roku.

## Historia
Wieś Będziemyśl początkami sięga XIV w. 13 marca 1923 r. Będziemyśl został wydzielony z parafii Sędziszów Małopolski na mocy dekretu bpa przemyskiego Józefa Sebastiana Pelczara (tworzy przy nowej świątyni samodzielną ekspozyturę – rektorat). 27 lipca 1927 r. bp tarnowski Leon Wałęga eryguje parafie pw. św. Jacka w Będziemyślu, która obejmuje Będziemyśl i Klęczany. 4 sierpnia 1987 r. wieś Klęczany zostaje wydzielona z parafii stając się samodzielną parafią (parafia Klęczany pw. św. Maksymiliana Kolbego).
Kościół parafialny powstał w latach 1919–1921 (neogotycki) z czerwonej cegły według projektu architekta Franciszka Stążkiewicza ze Lwowa. Poświęcenia świątyni dokonał 7 sierpnia 1921 r. ks. prałat Paweł Sapecki (proboszcz z Sędziszowa Młp.). Do budowy kościoła przyczynił się ówczesny wikariusz z Sędziszowa Młp. do której należał Będziemyśl, ks. Wojciech Blajer. Kościół został wzniesiony w miejscu starej drewnianej kaplicy (prawdopodobnie z XV w., odnowionej w XIX w.). Konsekracji kościoła parafialnego dokonał 17 sierpnia 1966 r. bp diecezji tarnowskiej Jerzy Ablewicz. Kościół jest obecnie systematycznie upiększany i konserwowany, w 2015 r. wykonano nową ambonę i chrzcielnicę oraz nowy marmurowy ołtarz soborowy, który konsekrował 21 sierpnia 2016 r. bp rzeszowski Jan Wątroba.
Parafia Będziemyśl należała do diecezji przemyskiej, od 28 października 1925 r. na mocy Bulli Piusa XI Vixdum Poloniae unitas parafia została włączona do diecezji tarnowskiej. Od 25 marca 1992 r. bullą Totus tuus Poloniae populus papieża Jana Pawła II parafia Będziemyśl została włączona do powstałej diecezji rzeszowskiej.

## Proboszczowie[1]
- ks. Jan Zima 01.05–15.07.1923
- ks. Jan Feliks 1923–1927
- ks. Józef Szułakiewicz 1927–1933
- ks. Adolf Pacocha 1933–1945
- ks. Stanisław Szafrański 1945–1953
- ks. Stefan Bujak 1953–1957
- ks. Stanisław Ryniewicz 1957–1973
- ks. Józef Mleczko 1973–2002[6]
- ks. Stanisław Szylak 2002–2005
- ks. Ryszard Polański 2005–2016
- ks. Jerzy Sepioł 2016–2022[7]
- ks. Piotr Filipek 2022 – obecnie